# Wybory prezydenckie w Serbii w 2022 roku
Wybory prezydenckie w Serbii w 2022 roku odbyły się 3 kwietnia.
Z poparciem 60,01% zwyciężył w nich rządzący od 2017 Aleksandar Vučić. Zdaniem obserwatorów OBWE opozycja nie mogła prowadzić kampanii wyborczej na równych warunkach, ze względu na utrudniony dostęp do telewizji. Po raz pierwszy nie zorganizowano punktów wyborczych na terenie Kosowa z powodu sprzeciwu władz.

## Wyniki

Wyniki na terenie kraju

| Kandydat                          | Kandydat                          | Partia                            | Głosy     | %     |
| --------------------------------- | --------------------------------- | --------------------------------- | --------- | ----- |
|                                   | Aleksandar Vučić                  | Serbska Partia Postępowa          | 2 224 914 | 60,01 |
|                                   | Zdravko Ponoš                     | Sojusz dla Serbii                 | 698 538   | 18,84 |
|                                   | Miloš Jovanović                   | NADA                              | 226 137   | 6,10  |
|                                   | Boško Obradović                   | Dveri–POKS                        | 165 181   | 4,46  |
|                                   | Milica Đurđević Stamenkovski      | SSZ                               | 160 553   | 4,33  |
|                                   | Biljana Stojković                 | Moramo                            | 122 378   | 3,30  |
|                                   | Branka Stamenković                | Suverenisti                       | 77 031    | 2,08  |
|                                   | Miša Vacić                        | SD                                | 32 947    | 0,89  |
| Głosy nieważne i puste            | Głosy nieważne i puste            | Głosy nieważne i puste            | 89 933    | 2,37% |
| Razem                             | Razem                             | Razem                             | 3 797 612 | 100   |
| Zarejestrowani wyborcy/frekwencja | Zarejestrowani wyborcy/frekwencja | Zarejestrowani wyborcy/frekwencja | 6 502 307 | 58,62 |
| Źródło: IFES                      |                                   |                                   |           |       |